# Copa Chile
Copa Chile är den chilenska inhemska utslagningsturneringen i fotboll som har spelats sedan 1958. Turneringen organiseras av ANFP, Chiles proffsklubbars förbund, och vinnaren av turneringen får en plats i Copa Sudamericana. Turneringen har avbrutits upprepade gånger, bland annat 2000-2008, då de öppnade upp för spel mellan lag även från de lägre divisionerna än den högsta (innan deltog oftast enbart lag från Primera División med undantag för vissa år). Innan Copa Chile kom spelades Campeonato de Apertura, en förlaga till turneringen, 1933-1950. Innan har turneringen också bland annat hetat Copa Polla Gol, Copa Apertura, Copa Digeder och Copa Preparación.
Vissa år har turneringen även haft betydelse för den högstadivisionen i Chile, då lagen fått bonuspoäng i ligan efter placering och resultat i Copa Chile. Dessutom har Copa Chile spelats för lag i andradivisionen vissa perioder mellan 1969 och 1990, då under namnet "Copa Apertura de Segunda División". 

## År för år - Copa Chile
| Säsong    | Mästare                       | Tvåa                      | Resultat                  | Särskilt namn             |
| 1958      | Colo-Colo                     | Universidad Católica      | 2-2                       | Copa Chile                |
| 1959      | Santiago Wanderers            | Deportes La Serena        | 5-1                       | Copa Chile                |
| 1960      | Deportes La Serena            | Santiago Wanderers        | 4-1                       | Copa Preparación          |
| 1961      | Santiago Wanderers (2)        | Universidad Católica      | 2-0 ; 1-2                 | Copa Chile Green Cross    |
| 1962      | Luis Cruz Martínez            | Universidad Católica      | 2-1                       | Copa Preparación          |
| 1963–1973 | Ingen turnering spelades.     | Ingen turnering spelades. | Ingen turnering spelades. | Ingen turnering spelades. |
| 1974      | Colo-Colo (2)                 | Santiago Wanderers        | 3-0                       | Copa Chile                |
| 1975      | Palestino                     | Lota Schwager             | 4-0                       | Copa Chile                |
| 1976      | Ingen turnering spelades.     | Ingen turnering spelades. | Ingen turnering spelades. | Ingen turnering spelades. |
| 1977      | Palestino (2)                 | Unión Española            | 4-3                       | Copa Chile                |
| 1978      | Ingen turnering spelades.     | Ingen turnering spelades. | Ingen turnering spelades. | Ingen turnering spelades. |
| 1979      | Universidad de Chile          | Colo-Colo                 | 2-1                       | Copa Polla Gol            |
| 1980      | Deportes Iquique              | Colo-Colo                 | 2-1                       | Copa Polla Gol            |
| 1981      | Colo-Colo (3)                 | Audax Italiano            | 5-1                       | Copa Polla Gol            |
| 1982      | Colo-Colo (4)                 | Universidad Católica      | -                         | Copa Polla Gol            |
| 1983      | Universidad Católica          | O'Higgins                 | 1-0                       | Copa Polla Gol            |
| 1984      | Everton                       | Universidad Católica      | 3-0                       | Copa Polla Gol            |
| 1985      | Colo-Colo (5)                 | Palestino                 | 1-0                       | Copa Polla Gol            |
| 1986      | Cobreloa                      | Fernández Vial            | 0-1 ; 2-0 ; 3-0           | Copa Polla Gol            |
| 1987      | Cobresal                      | Colo-Colo                 | 2-0                       | Copa Apertura             |
| 1988      | Colo-Colo (6)                 | Unión Española            | 1-0                       | Copa Digeder              |
| 1989      | Colo-Colo (7)                 | Universidad Católica      | 2-2 ; 1-0                 | Copa Digeder              |
| 1990      | Colo-Colo (8)                 | Universidad Católica      | 3-2                       | Copa Apertura             |
| 1991      | Universidad Católica (2)      | Cobreloa                  | 1-0                       | Copa Chile Digeder        |
| 1992      | Unión Española                | Colo-Colo                 | 3-1                       | Copa Chile                |
| 1993      | Unión Española (2)            | Cobreloa                  | 3-1                       | Copa Chile                |
| 1994      | Colo-Colo (9)                 | O'Higgins                 | 1-1 (4-2 str)             | Copa Chile                |
| 1995      | Universidad Católica (3)      | Cobreloa                  | 4-2                       | Copa Chile                |
| 1996      | Colo-Colo (10)                | Rangers                   | 1-1 ; 1-0                 | Copa Chile                |
| 1997      | Ingen turnering spelades.     | Ingen turnering spelades. | Ingen turnering spelades. | Ingen turnering spelades. |
| 1998      | Universidad de Chile (2)      | Audax Italiano            | 1-1 ; 2-0                 | Copa Apertura             |
| 1999      | Ingen turnering spelades.     | Ingen turnering spelades. | Ingen turnering spelades. | Ingen turnering spelades. |
| 2000      | Universidad de Chile (3)      | Santiago Morning          | 2-1                       | Copa Apertura             |
| 2001–2007 | Ingen turnering spelades.     | Ingen turnering spelades. | Ingen turnering spelades. | Ingen turnering spelades. |
| 2008-09   | Universidad de Concepción     | Deportes Ovalle           | 2-1                       | Copa Chile                |
| 2009      | Unión San Felipe              | Municipal Iquique         | 3-0                       | Copa Chile                |
| 2010      | Deportes Iquique (2)          | Deportes Concepción       | 1-1 (4-3 str)             | Copa Chile Bicentenario   |
| 2011      | Universidad Católica (4)      | Magallanes                | 0-1 ; 1-0 (4-2 str)       | Copa Chile                |
| 2012/13   | Universidad de Chile (4)      | Universidad Católica      | 2-1                       | Copa Chile MTS            |
| 2013/14   | Deportes Iquique (3)          | Huachipato                | 3-1                       | Copa Chile MTS            |
| 2014/15   | Universidad de Concepción (2) | Palestino                 | 3-2                       | Copa Chile MTS            |
| 2015      | Universidad de Chile (5)      | Colo-Colo                 | 1-1 (5-3 str)             | Copa Chile MTS            |
| 2016      | Colo-Colo (11)                | Everton                   | 4-0                       | Copa Chile MTS            |
| 2017      | Santiago Wanderers (3)        | Universidad de Chile      | 3-1                       | Copa Chile MTS            |
| 2018      | Palestino (3)                 | Audax Italiano            | 1-0 ; 3-2                 | Copa Chile MTS            |